# مودود بن التونتكين
شرف الدين مودود بن التونتكين هو من الشخصيات التي جعلت منهج الجهاد في سبيل الله منهجًا واضحًا لحياتها، وجعلت قتال الصليبيين هدفًا إستراتيجيًّا لا يغيب عن الذهن، ولا يبعد عن الخاطر. فقد كانت قضية قتال الصليبيين هي الشغل الشاغل بصرف النظر عن الظروف، هذا مع إنه كان يرأس مدينة الموصل البعيدة نسبيًّا عن إمارات الصليبيين؛ مما يثبت أنه لم يكن يفعل ذلك لتأمين إمارته فقط، ولكن إرضاءً لله، وحبًّا للجهاد في سبيله.

## بداياته
بدأ مودود بترتيب بيته الداخلي في الموصل، وإقرار الأوضاع بعد الفتن التي مرت بها الإمارة في السنوات السابقة، وسار في إمارته بالعدل والرحمة ؛ فأحبه الناس حبًّا شديدًا، ودانوا له جميعًا بالطاعة، وأعلن مودود أن جهاده سيكون في سبيل الله، وهذا جعل جنوده في حالة معنوية عالية؛ إذ أصبح الجهاد قضية شخصية لكل واحد حيث إنهم جميعًا يعملون لله ، أما عندما كان الجهاد في عهود سابقة من أجل أمير معين أو طاعة لأمر قادم من هنا أو هناك، فإنَّ الجنود حينها كانوا يقاتلون بفتور، ويدافعون بغير اكتراث، ولا يسعدون بنصر، ولا يحزنون لهزيمة، وهذه طبيعة الجيوش العلمانية التي تقاتل دون قضية، لكن مودود جعل القضية واضحة تمامًا في عين شعبه وجنده؛ مما ترك أثرًا إيجابيًّا رائعًا على إمارته، ظل ممتدًا لعهود طويلة.
ثم إن الخطوة التالية لمودود كانت رائعة، وتعبر عن فقه عميق لطريق النصر، وهي خطوة توحيد الجهود، وتجميع الشتات، والالتزام بالفكر الجماعي، وقد فقه التوحيد القرآني الفريد: (وَاعْتَصِمُوا بِحَبْلِ اللَّهِ جَمِيعًا وَلاَ تَفَرَّقُوا )، ومن ثَمَّ بدأ مودود في مراسلة من حوله من الأمراء لتجميع جيوشهم تحت راية واحدة، ولهدف واحد وهو طرد الصليبيين من بلاد الإسلام.
لقد كانت خطوة رائعة، لكن لم ينقصها إلا شيء واحد! وهو أن مودود بن التونتكين كان عملاقًا في زمان الأقزام!! فهذه الأهداف السامية، وهذه الغايات النبيلة لم تكن تشغل أمراء ذلك الزمن، ومن ثَمَّ لم تكن استجابتهم عالية، ومن استجاب منهم لم يكن سلوكه يدل على فهمه لقضية الجهاد في سبيل الله، بل كانت المسألة عندهم واحدة من اثنتين: إما رغبًا في نفع أو غنيمة، وإما رهبًا من سلطة مودود بن التونتكين أو سلطانه الأكبر السلطان محمد السلجوقي؛ ومع ذلك فقد استطاع مودود أن يكوِّن حلفًا من الأمراء لَفَت أنظار المسلمين إلى ضرورة التوحُّد، وأعاد إلى الجميع مبدأ تجميع الجهود.

## تكوين الحلف الإسلامي
تكوَّن حلف إسلامي منظم لأول مرة في حروب المسلمين ضد الصليبيين، وكان على رأسه مودود، ويساعده فيه إيلغازي بن أرتق أمير ماردين وحصن كيفا، وهو أخو الزعيم السابق سقمان بن أرتق الذي مات وهو في طريقه لنجدة طرابلس كما بينا قبل ذلك، وكان في حلف مودود أيضًا سقمان القطبي، وهو أمير خلاط وتبريز، كما تراسل معهم ظاهر الدين طغتكين أمير دمشق، الذي كان معروفا بانه لديه بعض الميول الجهادية ضد الصليبيين.
كانت وجهة هذه الحملة واضحة إذ قرروا التوجه صوب الرها، والغرض تحرير هذه الإمارة الإسلامية من الاحتلال الصليبي، وتحركت الجيوش الإسلامية من الموصل في شوال سنة 503هـ/ إبريل 1110م، وفي غضون أيام قليلة وصلت الحملة العسكرية إلى حصون مدينة الرها، وهي تقع شرق نهر الفرات، وهي من أحصن القلاع في ذلك الوقت، وضرب مودود الحصار حول المدينة!

## حصار مدينة الرها
شعر بلدوين دي بورج أمير الرها بالخطر الشديد، ومن ثَمَّ أرسل رسالة استغاثة عاجلة إلى بلدوين الأول ملك بيت المقدس، وكان الذي يحمل الرسالة هو جوسلين دي كورتناي شخصيًّا أمير تل باشر، دلالةً على اهتمام بلدوين دي بورج بالأمر، ووصلت الرسالة إلى الملك بلدوين الأول وهو في بيروت حيث كان محاصِرًا لها آنذاك.
ظل الأمير مودود محاصِرًا لمدينة الرها مدة شهرين كاملين، وقد حاول بكل طريقة أن ينفذ من خلال استحكاماتها العسكرية لكنه لم يفلح لشدة حصانة المدينة، وفي هذه الأثناء كان بلدوين الأول يجمع الجيوش الصليبية للدفاع عن إمارة الرها، وبالفعل جاء بلدوين الأول بنفسه على رأس فرقة من جيشه، وجاء معه برترام أمير طرابلس، بينما رفض تانكرد أن يأتي للخصومة التي كانت بينه وبين بلدوين دي بورج أمير الرها.
رأى مودود أن جيوشه ستحصر بين جيوش الصليبيين، حيث ستخرج له جيوش بلدوين دي بورج، ويغلق عليه بلدوين الأول وبرترام طريق العودة، ومن هنا آثر مودود في ذكاء حربي واضح أن ينسحب بجيشه إلى حرَّان جنوب شرق الرها؛ تمهيدًا للانسحاب أكثر وأكثر لاستدراج الجيش الصليبي، كما حدث قبل ذلك بست سنوات في موقعة البليخ، وهناك في حران وافته جيوش طغتكين أمير دمشق لتزداد بذلك القوة الإسلامية.
نظر بلدوين الأول الملك المحنك إلى هذه الترتيبات العسكرية ففهمها، وأدرك صعوبة التوغل إلى حران بجيوشهم القليلة نسبيًّا، فأرسل رسالة عاجلة إلى تانكرد يستحثه على القدوم بجيشه لمقابلة المسلمين في موقعة فاصلة ، وإزاء ضغط بلدوين الأول، اضطر تانكرد إلى الموافقة، فجاء على رأس ألف وخمسمائة فارس ، وعند وصوله عقد بلدوين الأول مجلس مصالحة صفَّى فيه الخلافات القديمة بين الزعيمين بلدوين دي بورج وتانكرد!
إضافةً إلى هذه التحركات الواعية من بلدوين الأول تفاوض هذا الملك الخبير مع كوغ باسيل الأمير الأرمني لمدينة كيسوم، وبالفعل انضم إليه كوغ باسيل بفرقة من جيشه.
زادت قدرات الجيش الصليبي، ولكن ذلك لم يكن خافيًا على استخبارات مودود ، فقرر أن يُمعِن في الانسحاب حتى يستدرج الصليبيين بعيدًا تمامًا عن حصون الرها أو تل باشر ليفتقروا إلى ملجأ في حال هزيمتهم ، غير أن بلدوين الأول كان يلعب هو الآخر مباراة ذكاء مع مودود، فقرأ الخطة ولم يندفع وراء الجيش الإسلامي، خاصةً أنه كان الحاكم السابق لإمارة الرها؛ ومن ثَمَّ فإنه يدرك جغرافية المكان، وخطورة التوغل جنوبًا.
في هذا الوقت ترامت أخبار للملك بلدوين الأول باحتمال هجوم عبيدي على مملكة بيت المقدس، وكذلك وردت أخبار عن تحركات لرضوان ملك حلب صوب بعض القلاع المملوكة لتانكرد حول أنطاكية ، وقد جعلت هذه الأخبار المزعجة الصليبيين في قلق على إماراتهم، ومن ثَمَّ قرروا الرجوع دون القتال؛ ومع ذلك فقد رأى بلدوين الأول أن ترك هذه المساحات الكبيرة من القرى والضياع والمزارع - وكلها داخلة في حدود إمارة الرها - سيمثل خطورة كبيرة على سكانها الصليبيين والأرمن، ومن ثَمَّ أصدر قراره بترحيل كل السكان من هذه المناطق الواقعة شرق الفرات إلى غربه؛ وذلك لتفادي هجوم المسلمين عليهم، وعليه فلن يبقى شرق الفرات إلا المدينتان الكبيرتان الرها وسروج.
وبالفعل بدأ الترحيل السريع للسكان تمهيدًا لعودة الجيوش الصليبية إلى أماكنها، وأدرك ذلك مودود فتقدم بجيوشه شمالاً، والصليبيون يتراجعون في سرعة، ومع ذلك استطاع مودود أن يلحق بمؤخرة الجيش الصليبية، وبكثير من السكان الذين فشلوا في عملية الترحيل المفاجئة، وهذا أدى إلى انتصار إسلامي سريع على مؤخرة الصليبيين، مع امتلاك عدد كبير من الأسرى والغنائم والسلاح.

### الآثار الإيجابية لحصار مدينة الرها
لم تكن الموقعة فاصلة بالطبع؛ لأن معظم الجيوش الصليبية كانت قد عبرت نهر الفرات إلى الغرب، أو دخلت حصون الرها وسروج، ومع ذلك فإنَّ الموقعة تركت عدة آثار إيجابية لا يمكن إغفالها:
1. وضعت الموقعة المسلمين على الطريق الصحيح، حيث كانت الراية المرفوعة هي راية الجهاد في سبيل الله.
2. كانت هذه هي الموقعة الأولى التي تجمع فيها جيوش عدة إمارات في جيش واحد، وخاصةً أن طغتكين شارك فيها بجيش دمشقي مع الجيوش العراقية والفارسية.
3. أدرك النصارى في هذه الموقعة أن العزيمة الإسلامية لم تمت، وأن الأمة الإسلامية لم تنس قضية الإمارات المحتلة، ولا شك أن هذا ترك أثرًا نفسيًّا سلبيًّا على الصليبيين.
4. فَقَد الصليبيون عددًا من الأسرى والغنائم أضافت إلى قوة المسلمين.
5. استطاع المسلمون السيطرة على بعض الحصون والقلاع والأراضي شرق الفرات، ولم يبق في شرق الفرات سوى مدينتي الرها وسروج، وهما - وإن كانتا في غاية الحصانة – إلا أنهما صارتا معزولتين فقيرتين بعد سيطرة المسلمين على المزارع حولهما، ولا شك أن هذا سيضعف من إمارة الرها.[17]

وهكذا تركت هذه الحملة انطباعًا إيجابيًّا مع أنها لم تكن فاصلة، وعاد مودود إلى الموصل، بينما رجع كل أمير إلى إمارته.

## دخول دمشق
وفي يوم 13 من محرم 507هـ\ 20 من يونيو 1113م شاء الله أن يدخل بلدوين الأول في الكمين الذي نصبه مودود له عند جسر الصنبرة ، بل إنه في رعونة بالغة - لا تُفسَّر إلا بأن الله أعمى بصره - لم يترك حامية صليبية تحمي ظهره، وكأنه نسي كل القواعد العسكرية التي تعلمها طوال حياته!
دارت موقعة شرسة عند جسر الصنبرة - وهي ما عرفت في التاريخ بموقعة الصنبرة- وكان للمفاجأة عاملٌ كبير في تحويل دَفَّة المعركة لصالح المسلمين، وما هي إلا ساعات حتى سُحِق الجيش الصليبي، وقتل ما يزيد على ألفي فارس، وهرب بلدوين الأول بمشقة بالغة بعد أن دمرت فرقة من أهمِّ فرق جيشه! وغنم المسلمون غنائم هائلة في هذه المعركة من الخيول والسلاح والممتلكات ، وكان يومًا ردَّ فيه مودود الاعتبارَ من هزيمة السنة الماضية عند حصون الرها، ومما هو جدير بالذكر أن هذه المعركة شهدت بزوغًا رائعًا لنجم إسلامي جديد كان في جيش مودود، وهو القائد العسكري الفذُّ عماد الدين زنكي، الذي أبلى بلاءً حسنًا في هذه الموقعة حتى وصف ذلك ابن الأثير بقوله: «وقد وصل في المهارة العسكرية إلى الغاية!».
ثم ما لبثت الأخبار أن أتت بقرب وصول جيش روجر وبونز، مع احتمال وصول إمدادات جديدة من بيت المقدس والمدن الساحلية؛ مما جعل مودود يفكر في سحب جيوشه بسرعة قبل أن تُحصر في طبرية.
خرج مودود فعلاً من منطقة المعركة ليتجنب الوقوع في كمائن الصليبيين، ثم ما لبثت الجيوش الصليبية أن تجمعت من جديد، لكنها لاحظت قوة الجيش الإسلامي وارتفاع معنوياته فقرَّرت عدم الدخول في مواجهة فاصلة؛ ولذلك احتمت بأحد المرتفعات غربي بحيرة طبرية، وتوجه إليهم المسلمون وحاصروهم، لكنَّ الصليبيين رفضوا النزول من أماكنهم، واكتفوا برمي المسلمين بالسهام والرماح من بُعد. في هذه الأثناء كانت الجيوش الإسلامية - إضافةً إلى حصار الصليبيين في أماكنهم - تجوب المنطقة لتدمير الحصون الصليبية فيما بين عكا والقدس، كما حصلوا على كثيرٍ من الممتلكات الصليبية.
ثم إنه في هذه الأثناء أيضًا تحرك جيش عبيديّ من عسقلان صوب بيت المقدس ، وكان جيشًا صغيرًا لم يفكر إلا في إحداث بعض الهجمات الاستنزافية في المنطقة، ولم تكن له القدرة على قتال الحامية الصليبية القوية في بيت المقدس، ومع ذلك فقد أرعب هذا الجيش بلدوين الأول الذي خشي من تواصل هذا الجيش مع الجيش السلجوقي، ومن ثَمَّ يتأزم الموقف أكثر، إلا أنه - للأسف - لم تكن نية التعاون مع المسلمين السُّنَّة واردة مطلقًا عند الجيش العبيديّ؛ لذلك ما لبث أن عاد إلى عسقلان محمَّلاً ببعض الغنائم دون التواصل مطلقًا مع جيش مودود!
استمر حصار المسلمين لجيش الصليبيين مدة ستة وعشرين يومًا كاملة دون أن يجرُؤَ الصليبيون على الخروج لمواجهة شاملة، إلا أنه في (507هـ) أغسطس 1113م وصل أسطول أوربِّي يحمل ستة عشر ألف حاج صليبي مسلح إلى ميناء عكا القريب ، ولا شك أن هذا العدد الضخم قَلَب الموازين لصالح الصليبيين.
شعر مودود بالخطر نتيجة تجمع هذه الأعداد الكبيرة من الصليبيين؛ ولذلك فكَّر في الانسحاب من طريقه مكتفيًا بالنصر الذي حققه، ومحافظًا على جيشه الذي لم يفقد في هذه المعارك إلا القليل جدًّا من رجاله، وبالفعل تحركت الجيوش الإسلامية صوب الشمال في اتجاه دمشق، ولم تفكر الجيوش الصليبية في متابعتها لإرهاقها الشديد، وهزيمتها النفسية نتيجة الخسائر الكبيرة، فضلاً عن خوفهم من هجوم عبيديّ أكبر على مدينة القدس.
وهكذا رضي الطرفان بهذه النتيجة، واتجهت الجيوش الإسلامية إلى دمشق حيث دخلتها في ربيع الآخر (507هـ) سبتمبر 1113م .

## وفاته
دخل مودود بن التونتكين مدينة دمشق في 507هـ\ سبتمبر 1113م، عازمًا أن يبقى فيها فصل الشتاء؛ ليستغل هذه الفترة في تجميع جيوش جديدة والاستعداد لمواجهة جديدة مع الصليبيين.
فدخل مودود إلى مسجد دمشق الكبير لأداء الجمعة الأخيرة في شهر ربيع الآخر سنة (507هـ) تشرين الأول 1113م، وفور انتهاء الصلاة، وبينما هو يتجول في صحن المسجد واضعًا يده في يد طغتكين، قفز عليه رجل من الباطنية، وطعنه بخنجر؛ فلقي مصرعه على الفور ، ليختم بذلك حياة حافلة بالجهاد والبذل والعطاء، ونحسبه شهيدًا، ولا نزكيه على الله، والله حسيبه!
وبادر طغتكين فورًا بقتل الباطنيّ قصاصًا، بل وأحرق جثته ، وأسدل الستار على أبشع جريمة ارتكبها الباطنية منذ حادث اغتيال نظام الملك الوزير السلجوقيّ العظيم.